# Conus belairensis
Espèce
Statut de conservation UICN

 EN B1ab(iii,iv)+2ab(iii,iv) : En danger
Conus belairensis est une espèce de mollusques gastéropodes marins de la famille des Conidae.
Comme toutes les espèces du genre Conus, ces escargots sont prédateurs et venimeux. Ils sont capables de « piquer » les humains et doivent donc être manipulés avec précaution, voire pas du tout.

## Description
La taille de la coquille varie entre 16 mm et 45 mm.

## Distribution
Cette espèce est présente dans l'océan Atlantique au large du Sénégal.

### Niveau de risque d’extinction de l’espèce
Selon l'analyse de l'UICN réalisée en 2011 pour la définition du niveau de risque d'extinction, cette espèce vit dans une zone bordant une grande ville dans un pays en développement où elle est soumise à la pollution et à d'autres facteurs de stress typiques de ce type d'environnement. Les populations ont été perdues en raison de l'urbanisation envahissante. La zone d'occupation restreinte et l'étendue de l'occurrence la rendent également vulnérable à un événement catastrophique soudain associé à l'industrie et à la navigation, comme la pollution pétrolière. L'espèce est évaluée comme étant en danger B1ab(iii,iv)+2ab(iii,iv), et est considérée comme l'espèce de Conus la plus menacée au Sénégal (E. Monnier comm. pers. 2011).

## Taxonomie

### Publication originale
L'espèce Conus belairensis a été décrite pour la première fois en 1989 par les malacologistes Marcel Pin et Daniel Leung Tack dans la publication intitulée « Publicações Ocasionais da Sociedade Portuguesa de Malacologia »,.

### Synonymes
- Conus (Lautoconus) belairensis Pin & Leung Tack, 1989 · non accepté
- Lautoconus belairensis (Pin & Leung Tack, 1989) · non accepté
- Varioconus belairensis (Pin & Leung Tack, 1989) · appellation alternative

## Identifiants taxonomiques
Chaque taxon catalogué par les bases de données biologiques et taxonomiques possède un identifiant qui permet d'établir un point de référence. Les identifiants de Conus belairensis dans les principales bases sont les suivants :
CoL : 5ZXMD - GBIF : 5728268 - iNaturalist : 150315 - IRMNG : 10830050 - TAXREF : 153734 - UICN : 192556 - 